# Hugo Gastulo
Alejandro Hugo Gastulo Ramírez (Lima, 9 de gener de 1958) és un exfutbolista peruà de la dècada de 1980.
Fou internacional i va formar part de l'equip peruà a la Copa del Món de 1982.
Pel que fa a clubs, destacà defensant els colors de Universitario.